# Municipio Quitupan
Koordinaten: 19° 55′ N, 102° 52′ W
Quitupan ist ein Municipio im mexikanischen Bundesstaat Jalisco in der Región Sureste. Das Municipio hatte beim Zensus 2010 8.691 Einwohner; die Fläche des Municipios beträgt 676,3 km².
Größter Ort im Municipio und Verwaltungssitz ist das gleichnamige Quitupan. Ein weiterer Ort mit zumindest 1000 Einwohnern existiert mit Lázaro Cárdenas. Das Municipio umfasst insgesamt 122 Ortschaften.
Das Municipio Quitupan grenzt an die Municipios Valle de Juárez und Santa María del Oro sowie an die Municipios Marcos Castellanos, Jiquilpan und Cotija im Bundesstaat Michoacán.
Das Gemeindegebiet liegt auf 1550 m bis 2100 m Höhe und hat dabei Anteil an der Sierra de Mazamitla. Etwa 75 % der Gemeindefläche sind bewaldet.